# Euranet

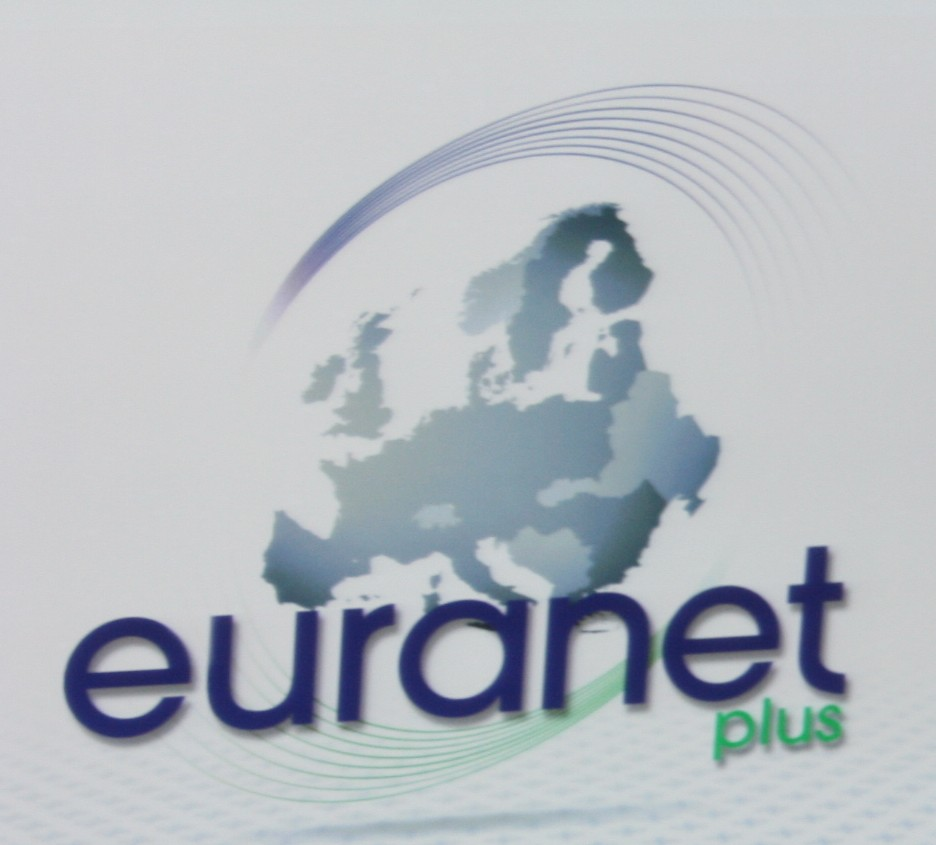
Logo von euranet plus

Euranet, seit 2013 euranet plus, ist ein europäisches Radionetzwerk, ein Zusammenschluss internationaler, nationaler, regionaler und lokaler europäischer Rundfunksender und informiert nach eigenen Angaben über die Geschehnisse in Europa nicht aus nationaler, sondern aus transnationaler Perspektive.
Euranet, organisiert als EWIV mit Sitz in Brüssel, strahlt seit Anfang April 2008 seine Gemeinschaftssendungen im Rahmen der Programme der beteiligten Sender aus. Außerdem sind die Programme und spezielle Angebote im Internet erhältlich.

## Geschichte
Am 25. Juli 2007 schlossen sich 16 internationale, nationale und regionale europäische Sender aus 13 EU-Staaten zu einem paneuropäischen Medienkonsortium zusammen. Zu ihm gehörten sowohl öffentlich-rechtliche als auch private Sender. Ziel des Bündnisses war es, die Berichterstattung aus und über Europa zu verbessern, die Kommunikation über das Zusammenleben in Europa anzustoßen und damit die Entstehung einer europäischen Öffentlichkeit zu fördern.
Offiziell wurde das europäische Medienkonsortium Euranet am 26. Februar 2008 von Margot Wallström, der damaligen Vizepräsidentin der Europäischen Kommission, in Brüssel vorgestellt. Margot Wallström, als Kommissarin zuständig für institutionelle Beziehungen und Kommunikationsstrategie, kündigte dabei an, dass Euranet über einen Zeitraum von fünf Jahren von der Europäischen Kommission mit einer Summe von 5,8 Millionen Euro finanziell gefördert werde. Trotz finanzieller Förderung garantierte die EU-Kommission den angeschlossenen Rundfunkanstalten die völlige redaktionelle Unabhängigkeit.
Im ersten Jahr wurden die Programme von Euranet in fünf Hauptsprachen – Deutsch, Englisch, Französisch, Polnisch und Spanisch – sowie in kleinerem Umfang in fünf weiteren Sprachen – Bulgarisch, Griechisch, Portugiesisch, Rumänisch und Ungarisch – gesendet. Im Jahr 2009 war Euranet in 13 Sprachen verfügbar.

## Mitglieder
Zu den Mitgliedern gehören folgende Radiosender:
| Land         | Rundfunkanstalt                 |
| ------------ | ------------------------------- |
| Belgien      | RTBF                            |
| Bulgarien    | Bulgarischer Nationaler Hörfunk |
| Deutschland  | ams (Radio Bielefeld u. a.)     |
| Griechenland | Skai Radio                      |
| Italien      | Radio 24                        |
| Lettland     | Latvijas Radio                  |
| Luxemburg    | Radio 100,7                     |
| Polen        | Polskie Radio                   |
| Portugal     | Rádio Renascença                |
| Rumänien     | Radio România                   |
| Slowenien    | RTV SLO                         |
| Spanien      | esRadio Castilla y León         |
| Ungarn       | Magyar Rádió                    |

## Konsortium
Die finanzielle Abwicklung des Konsortiums gegenüber der EU liegt in der Verantwortung des CEO Erlends Calabuig, die redaktionelle Verantwortung für das Netzwerk hat COO Dominique d'Olne (Chef des Rédactions Radio, RTBF).

## Audioformate
Euranet informiert über politische, wirtschaftliche, kulturelle und gesellschaftliche Geschehnisse in der EU aus paneuropäischer Perspektive. Die tägliche Sendezeit liegt zwischen 30 und 60 Minuten. Die Programme werden zu den Hauptsendezeiten ausgestrahlt und mehrfach täglich wiederholt.
- Nachrichten: Täglich wichtige Informationen über aktuelle Geschehnisse in Europa.
- Aktuelles: Täglich aktuelle Informationen aus Politik, Wirtschaft und Gesellschaft
- Thema der Woche: Jede Woche wird ein Schwerpunktthema hintergründig beleuchtet
- Magazine: Täglich Hintergrundberichte und Reportagen aus paneuropäischem Blickwinkel auf kulturelle, gesellschaftliche, wirtschaftliche und politische Ereignisse
- Dossiers: Mehrfach im Jahr sprachübergreifende Themenschwerpunkte von Einwanderung, über Energie und Umwelt bis hin zu Lifestyle.
- Live: Drei bis vier Mal jährlich Live-Übertragungen von herausragenden Ereignissen in Europa

## Produktion
Die angeschlossenen Radiostationen liefern (sprachenweise) einzelne Programmelemente wie zum Beispiel Berichte, Reportagen, Interviews etc. für die einzelnen Programmmodule, die dann in europäischen Gemeinschaftssendungen zusammenfließen und von den jeweiligen Partnern ausgestrahlt bzw. wiederholt werden. Die beteiligten Radiosender haben derzeit zusammen in Europa zwischen 12 und 19 Millionen Zuhörer täglich. Dazu kommen 30 Millionen Hörer weltweit.

## Euranet University Circle
Um die Entwicklung des innovativen Radio- und Internetangebots zu unterstützen, wurde ein europäischer “University Circle” ins Leben gerufen. Im Rahmen des Projekts haben Studierende von Journalismusstudiengängen und/oder Fremdsprachen die Möglichkeit, die Euranet-Programme als Studienmaterial zu verwenden. Zusätzlich geben die Studenten der beteiligten Universitäten den Programmmachern ein Feedback, Anregungen und Vorschläge zu den Euranet-Sendungen.
Zusätzlich zu den beteiligten Rundfunkstationen werden die Euranet-Programme von zahlreichen Campusradios übernommen. Die lokalen Partner-Sender sind assoziierte Mitglieder des Konsortiums. Zu den Partner-Rundfunksendern gehören:
- Finnland: Radio Moreeni (University of Tampere)
- Irland: Trinity FM (Trinity College Dublin)
- Deutschland: bonncampus 96,8 (University of Bonn)
- Polen: Academic Radio Kampus (University of Warsaw)
- Rumänien: UBB Radio (Babeş-Bolyai University)
- Spanien: Radio Universidad de Salamanca (University of Salamanca), UAB, UNED Radio (UNED - Spanish National University of Distance Education)
- Schweden: Radio Campus Örebro (Örebro University)